# Antoine Gizenga
Pour les articles homonymes, voir Gizenga.
Antoine Gizenga, né le 5 octobre 1925 à Mushiko (Bandundu) et mort le 24 février 2019 à Kinshasa, est un homme d'État congolais, Premier ministre de la république démocratique du Congo de 2006 à 2008.

## Biographie

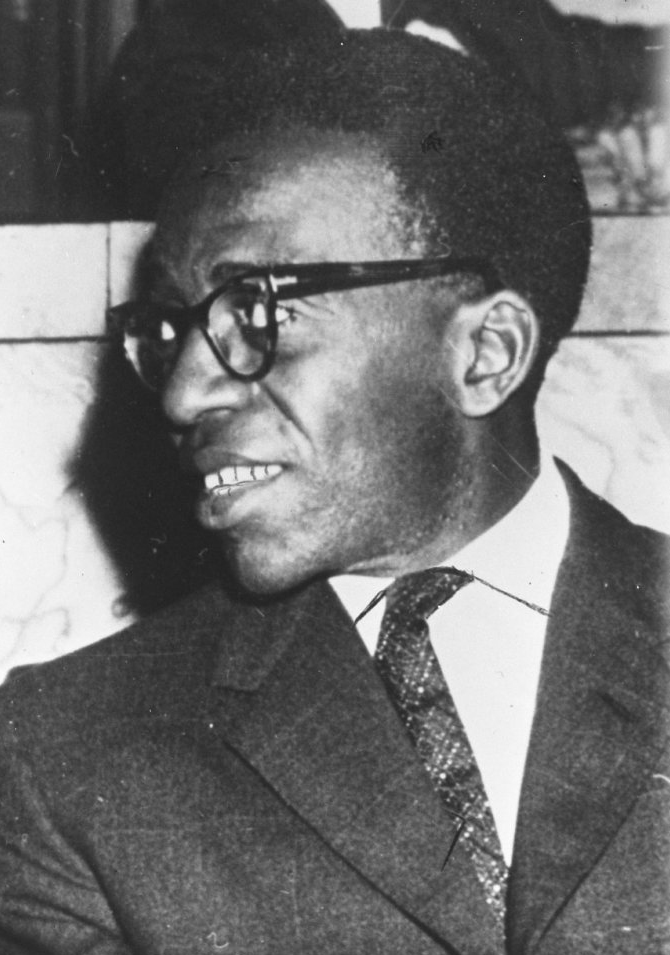
Antoine Gizenga en 1961.

Proche de Patrice Lumumba, chef du Parti solidaire africain (PSA), Antoine Gizenga a été vice-Premier ministre en 1960 et 1961 et Premier ministre de la République libre du Congo en 1961. Son gouvernement à Stanleyville (Kisangani actuelle) a été reconnu par 21 pays d'Afrique, d'Asie et d'Europe de l'Est en février 1961[réf. nécessaire].
Emprisonné à Bula-Mbemba de janvier 1962 à juillet 1964, il est libéré après que les membres du MNC-L, avec à leur tête Antoine Kiwewa, exigent sa libération. Déjà, le 25 septembre 1962, le Sénat avait défié Joseph Kasa-Vubu en votant une résolution qui exigeait la libération immédiate d’Antoine Gizenga. Le même jour, une manifestation conjointe MNC/L et PSA est organisée pour la libération de Gizenga. Sept députés lumumbistes sont alors mis aux arrêts par le pouvoir le 29 septembre. 
La mise en congé du Parlement est applaudie par toute la presse de l'époque. C’est la même réaction au niveau des principaux syndicats : UTC, FGTK, CSLC et l'Union générale des étudiants congolais (UGEC), mais qui exigent aussi l’extension de la mesure au gouvernement taxé d’incompétent et de corrompu.
À l’opposé, les partis politiques de l’opposition lumumbiste, majoritaires au Parlement, vont déterrer la hache de guerre. Ils se réunissent du 29 septembre au 3 octobre. Ils vont créer à Léopoldville le Conseil national de libération (CNL) le 3 octobre. Le CNL vise à s’opposer aux mesures prises le 29 septembre et renverser le gouvernement Adoula. Le CNL, qui sera à la base de la rébellion muleliste, va conquérir durant l’année 1964 les trois-quarts du pays. Et se divisera en deux blocs : le MNL/Gbenye avec Gaston Soumialot et Laurent-Désiré Kabila ; et le MNL/Bocheley avec Antoine Gizenga, Pauline Lumumba, Pierre Mulele et André Lubaya.
À peine sorti de la prison de Bula-Mbemba, Antoine Gizenga crée le Parti lumumbiste unifié (PALU) le 24 août 1964, malgré l'opposition d’autres dirigeants lumumbistes, dont Antoine Kiwewa et Alexandre Mahamba du MNC. Pour ces derniers, seul le congrès de chaque parti se devrait de saborder le MNC et le PSA, en vue d’une refonte d’un grand parti des masses, tel que l'aurait souhaité Patrice Lumumba.
Antoine Gizenga vit en exil de 1965 à 1992. Il fonde, durant son exil, les Forces démocratiques pour la libération du Congo (FODELICO).
En 2006, il se présente à l'élection présidentielle congolaise de juillet, comme candidat du PALU. Ayant obtenu 13 % des votes au premier tour (il est arrivé en tête dans sa province natale, le Bandundu), il est troisième de l'élection et se pose en arbitre du second tour entre Joseph Kabila et Jean-Pierre Bemba.
Le 30 septembre, il signe au Grand hôtel de Kinshasa un accord de coalition qui vise à faire élire le président Joseph Kabila au second tour de l'élection présidentielle prévue pour le 29 octobre. L'accord prévoit aussi l'attribution du poste de Premier ministre à un membre du Parti lumumbiste unifié (d'Antoine Gizenga). Après la victoire de Joseph Kabila à la présidentielle, il est nommé comme informateur chargé de trouver au sein de l'Assemblée nationale une coalition majoritaire. Le 30 décembre 2006, il est nommé Premier ministre par le président Joseph Kabila. Il prend la tête du nouveau gouvernement du pays le 5 février 2007, comprenant 59 membres. Ce gouvernement sera remanié et le nombre de ministres revu à la baisse le 25 novembre 2007, produisant le second gouvernement Gizenga.
Le 25 septembre 2008, Antoine Gizenga annonce sa démission du poste de Premier ministre. Il est remplacé le 10 octobre 2008 par Adolphe Muzito jusqu'alors ministre du Budget qui est d'ailleurs son dauphin politiquement parlant au sein du PALU.